# Балеста (коммуна)
Балеста́ (фр. Balesta, окс. Belestar) — коммуна во Франции, находится в регионе Юг — Пиренеи. Департамент — Верхняя Гаронна. Входит в состав кантона Монрежо. Округ коммуны — Сен-Годенс.
Код INSEE коммуны — 31043.

## География

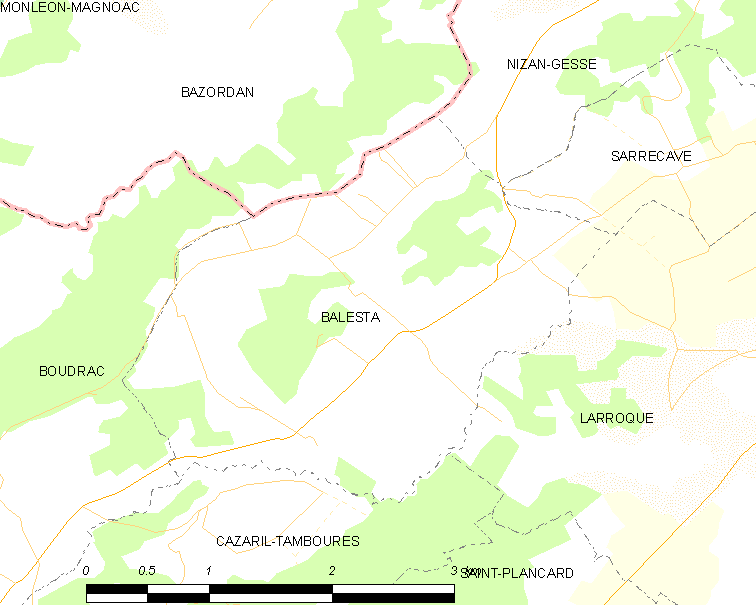
Карта коммуны

Коммуна расположена приблизительно в 650 км к югу от Парижа, в 85 км к юго-западу от Тулузы.
По территории коммуны протекает река Бернес.

## Климат
Климат умеренно-океанический. Зима мягкая и снежная, весна характеризуется сильными дождями и грозами, лето сухое и жаркое, осень солнечная. Преобладают сильные юго-восточные и северо-западные ветры.

## Население
Население коммуны на 2010 год составляло 177 человек.
| 1962 | 1968 | 1975 | 1982 | 1990 | 1999 | 2010 |
| ---- | ---- | ---- | ---- | ---- | ---- | ---- |
| 262  | 253  | 197  | 177  | 172  | 149  | 177  |

## Администрация
| Период | Период | Фамилия        | Партия | Примечания |
| ------ | ------ | -------------- | ------ | ---------- |
| 2001   | 2008   | Элуа Луж       |        |            |
| 2008   | 2014   | Ален Меннесье  |        |            |
| 2014   | 2020   | Жан-Шарль Даск |        |            |

## Экономика
В 2010 году среди 105 человек трудоспособного возраста (15—64 лет) 75 были экономически активными, 30 — неактивными (показатель активности — 71,4 %, в 1999 году было 71,3 %). Из 75 активных жителей работали 69 человек (40 мужчин и 29 женщин), безработных было 6 (1 мужчина и 5 женщин). Среди 30 неактивных 13 человек были учениками или студентами, 9 — пенсионерами, 8 были неактивными по другим причинам.